# Urgleptes chamaeropsis
Urgleptes chamaeropsis är en skalbaggsart som först beskrevs av Fisher 1926.  Urgleptes chamaeropsis ingår i släktet Urgleptes och familjen långhorningar.
Artens utbredningsområde är:
- Bahamas.
- Kuba.

Inga underarter finns listade i Catalogue of Life.